# Drop Dead Gorgeous
Drop Dead Gorgeous is een filmkomedie uit 1999 onder regie van Michael Patrick Jann.

## Verhaal
Er vindt een missverkiezing plaats waaraan honderden meisjes meedoen. De film volgt nadrukkelijk kandidates Amber Atkins (Kirsten Dunst), die het geld nodig heeft en Rebecca 'Becky' Ann Leeman (Denise Richards), de dochter van voormalig winnares Gladys Leeman (Kirstie Alley). Laatstgenoemde wendt elke gemene, oneerlijke en levensgevaarlijke truc aan om haar dochter maar aan winst te helpen.

## Rolverdeling
| Acteur           | Personage          |
| ---------------- | ------------------ |
| Kirsten Dunst    | Amber Atkins       |
| Ellen Barkin     | Annette Atkins     |
| Allison Janney   | Loretta            |
| Denise Richards  | Rebecca Ann Leeman |
| Kirstie Alley    | Gladys Leeman      |
| Brittany Murphy  | Lisa Swenson       |
| Amy Adams        | Leslie Miller      |
| Alexandra Holden | Mary Johanson      |
| Mindy Sterling   | Iris Clark         |